# بيث كوتس
بيث كوتس (بالإنجليزية: Beth Coats)‏ هي متسابقة بياثل أمريكية، ولدت في 20 يوليو 1966 في ألباكركي في الولايات المتحدة.

## وصلات خارجية
- بيث كوتس على موقع IBU (الإنجليزية)
- بيث كوتس على موقع اللجنة الأولمبية الدولية (الإنجليزية)
- بيث كوتس على موقع أوليمبيديا (الإنجليزية)